# Alidu Seidu
Alidu Seidu (Acra, 4 de junio de 2000) es un futbolista ghanés que juega en la demarcación de defensa para el Stade Rennes F. C. de la Ligue 1.

## Selección nacional
Hizo su debut con la selección de fútbol de Ghana el 10 de junio de 2022 en un encuentro amistoso contra Japón que finalizó con un resultado de 4-1 a favor del combinado japonés tras los goles de Miki Yamane, Kaoru Mitoma, Take Kubo y Daizen Maeda para Japón, y de Jordan Ayew para el combinado ghanés.

## Clubes
| Club               | País    | Año       | Partidos | Goles |
| ------------------ | ------- | --------- | -------- | ----- |
| Clermont Foot II   | Francia | 2019-2021 | 10       | 0     |
| Clermont Foot 63   | Francia | 2020-2024 | 89       | 0     |
| Stade Rennes F. C. | Francia | 2024-     | 26       | 0     |